# Oracle Park
O Oracle Park (que já foi chamado de AT&T Park (2006–2018), SBC Park (2004–2006) e Pacific Bell Park (2000–2003) é um estádio localizado em São Francisco, Califórnia. É a casa do time de baseball San Francisco Giants, da MLB.
Começou a ser construído em dezembro de 1997 e foi inaugurado em 31 de março de 2000 (substituindo o Candlestick Park, onde os Giants ficaram por quase 40 anos), com 41.503 lugares. Em 1 de março de 2006 adotou o nome da empresa de telecomunicações AT&T devido a fusão da empresa com a SBC Communications, que dava nome ao estádio. Desde 2019 tem o nome Oracle Park.
Recebeu o World Series em 2002 (Los Angeles Angels of Anaheim ganhou 3 das 4 partidas no estádio) e recebeu o All-star game da MLB de 2007, que teve a Liga Americana como vencedora.

## Galeria
- Exterior do estádio
- Vista aérea do estádio
- Estádio junto à Baía de São Francisco